# Presto (layout-engine)
Presto was de layout-engine van Opera Software voor de webbrowser Opera van versie 7 tot en met 12. De eerste versie werd uitgebracht in 2003 als onderdeel van Opera 7.0 en werd gebruikt tot Opera 9.x. In 2009 werd de tweede versie van Presto uitgebracht als onderdeel van Opera 10.00. Presto verving de Elektra-engine die voor versies 4 t/m 6 van de browser werd gebruikt. In tegenstelling tot Elektra is Presto in staat om dynamisch te renderen, bepaalde delen van de pagina kunnen opnieuw worden opgebouwd als reactie op een wijziging in het Document Object Model (DOM) of op events. De engine wordt alleen gebruikt in de Opera-browsers en gerelateerde producten, en is niet vrij beschikbaar voor ander gebruik.
In 2013 besloot Opera om geleidelijk van Presto af te stappen. Nieuwe versies van Opera werken met WebKit-fork Blink en zijn op Chromium gebaseerd.

## Gebruik

### Webbrowsers
- Opera 7 tot en met 12
- Opera Mobile
- Opera Mini
- Nintendo DS Browser (gebaseerd op de Opera-browser)
- Nintendo DSi Browser (gebaseerd op de Opera-browser)
- Nokia 770 browser (gebaseerd op de Opera-browser)
- Sony Mylo COM-1 browser (gebaseerd op de Opera-browser)
- Wii Internetkanaal (gebaseerd op de Opera-browser)

### HTML-editors
- Adobe Dreamweaver MX t/m CS3
- Adobe Creative Suite 2 en 3
- Virtual Mechanics SiteSpinner Pro